# Камыш-Самарский уезд
Камыш-Самарский уезд — административно-территориальная единица Букеевской губернии (с 1920 года — в составе Киргизской АССР), существовавшая в 1919—1922 годах.
Камыш-Самарский уезд с центром в местности Камыш-Самар был образован в 1919 году. В 1920 включал 17 кочевых волостей, имевших номера (с 1 по 17) вместо названий.
В январе 1921 года вместо 17 волостей было создано 8 (все кочевые):
- Джаркинская
- Когадская
- Кок-Чокинская
- Кошкарская
- Самарская
- Саргульская
- Сары-Узенская
- Торлугульская

6 мая 1922 года Камыш-Самарский уезд был упразднён. Его территория отошла к Джангалинскому уезду.